# Печерні врата
Печерні врата (англ. Carver's Gate) — канадський фантастичний фільм 1996 року.

## Сюжет
2096 рік. Земля вже не здатна прогодувати всіх людей. Екологічна катастрофа загнала людей в масивні підземні міста, повністю віднявши надію на світле майбутнє. Своїм фантазіям люди можуть знайти хоч якесь втілення лише за допомогою віртуальної реальності. Вона і завойовує їх розум і душу. Деякі люди, зуміють витримати поневолення комп'ютерною ілюзією реального світу. Карвер знаходить такий спосіб потрапляння у віртуальну реальність, який з'єднує два світи — реальний і вигаданий. У пошуках кращого життя для всіх людей, Карвер вступає в битву з темними силами, проходить через прокляття, досягає Небес і б'ється з Ангелом.

## У ролях
- Майкл Паре — Карвер
- Маріан Скрітес — Серена
- Тара Марія Мануель — Діана Вардейл / Ангел
- Пітер Вайлд — доктор Томас Тесла
- Кевін Степлтон — Карл Морібанд
- Памела Кіз — Джудіт Стіллер
- Скотт Модслі — Додж
- Келлс Джеймс — Нейтлі
- Шон Т. Крішнан — гравець 1
- Сандра Аллард — гравець 2
- Дж. Брайан Макдональд — технофоб
- Стівен Р. Харт — демон 1
- Патрік Горні — демон 2
- Моніка Каррен — демон 3